# NHK人間大学
NHK人間大学（えぬえいちけいにんげんだいがく）は、NHK教育テレビで1992年4月6日から1999年4月1日まで放送された教養番組。各界の著名人が自ら最も得意とするテーマを取り上げ、3か月にわたって講義する生涯学習番組であった。前身番組はNHK市民大学、後継番組はNHK人間講座。

## 放送時間
（出典：）
| 放送期間            | 放送時間（日本時間）                  | 放送時間（日本時間）                  |
| 放送期間            | 本放送                                | 再放送                                |
| ------------------- | ------------------------------------- | ------------------------------------- |
| 1992年度 - 1993年度 | 月曜日 - 木曜日 23:00 - 23:30（30分） | 月曜日 - 木曜日 13:30 - 14:00（30分） |
| 1994年度            | 月曜日 - 木曜日 23:00 - 23:30（30分） | 月曜日 - 木曜日 15:30 - 16:00（30分） |
| 1995年度 - 1996年度 | 月曜日 - 木曜日 22:40 - 23:10（30分） | 月曜日 - 木曜日 14:30 - 15:00（30分） |
| 1997年度 - 1998年度 | 月曜日 - 木曜日 22:45 - 23:15（30分） | 月曜日 - 木曜日 15:00 - 15:30（30分） |

## 講座一覧
| 放送年月 | 放送年月 | 月                                                             | 火                                                 | 水                                                     | 木                                                         |
| -------- | -------- | -------------------------------------------------------------- | -------------------------------------------------- | ------------------------------------------------------ | ---------------------------------------------------------- |
| 1992     | 04       | 書のこころ 榊莫山                                              | 日本の面影 ドナルド・キーン                        | 日本の国家デザイン 天皇制の創出 上山春平               | ヒトはいつから人になるか 養老孟司                          |
| 1992     | 07       | あの世と日本人 梅原猛                                          | 明治を創った人々 江藤淳                            | 独創の系譜 西澤潤一                                    | 時代と人間 堀田善衞                                        |
| 1992     | 10       | 文学再入門 大江健三郎                                          | 日本文化を掘る 佐原眞                              | 生物の発生 生と死のドラマ 岡田節人                     | 絵画を読む 若桑みどり                                      |
| 1993     | 01       | 現代人と日本神話 河合隼雄                                      | 現代アメリカの素顔 本間長世                        | 数学・文化・人生 森毅                                  | 孫悟空との対話 中野美代子                                  |
| 1993     | 04       | 蓮如・聖と俗の人間像 五木寛之                                  | 漢字・生きている古代文化 阿辻哲次                  | ウイルスとの闘い がん・エイズは克服できるか 畑中正一   | 虫の文学誌 奥本大三郎                                      |
| 1993     | 07       | 死とどう向き合うか アルフォンス・デーケン                      | 思想としての近代経済学 森嶋通夫                    | 宇宙はどこまでわかっているか 池内了                    | 少女へのまなざし 本田和子                                  |
| 1993     | 10       | ヒトと技術の倫理 加藤尚武                                      | 日本人と異界 小松和彦                              | 建築・集落からの教え 原広司                            | 文学・この人生の愉しみ 中村真一郎                          |
| 1994     | 01       | 古代日本人の宇宙観 中西進                                      | 秦の始皇帝 陳舜臣                                  | 地球・海と大陸のダイナミズム 上田誠也                  | 音楽からみた日本人 小島美子                                |
| 1994     | 04       | 昭和・私たちの同時代史 澤地久枝                                | 民族の時代 山内昌之                                | 森と文明 安田喜憲                                      | 日本人の写真・歴史と現在 飯沢耕太郎                        |
| 1994     | 07       | 劇的ということ 木下順二                                        | 日本の水を考える 宇井純                            | デジタル時代・情報技術と文明 猪瀬博                    | ラフカディオ・ハーン 漂泊の魂 工藤美代子                   |
| 1994     | 10       | 長編小説の楽しみ 世界の名作を読む 加賀乙彦                     | ポスト冷戦の国際社会 高坂正尭                      | 新素材の拓く世界 セラミックスの展開を中心に 柳田博明   | 上方芸能・笑いの放送史 澤田隆治                            |
| 1995     | 01       | 鴎外・茂吉・杢太郎 加藤周一                                    | 日本の政治をどう見るか ジェラルド・カーチス        | サルからヒトへの進化 河合雅雄                          | 茶の湯文化史 熊倉功夫                                      |
| 1995     | 04       | イエス・キリスト その生と死と復活 小川国夫                     | 韓国の古代文化 韓柄三                              | 生物のデザイン 形・大きさ・時間 本川達雄               | オペラは世界だ 小さな歌劇場への誘い 林光                   |
| 1995     | 07       | 鎮めの文化 欲望社会と日本人のこころ 大村英昭                   | 円の戦後史 香西泰                                  | 漢方・生薬の謎を探る 難波恒雄                          | 私説 広告五千年史 天野祐吉                                 |
| 1995     | 10       | 日本の風土性 オギュスタン・ベルク                              | 山東京伝と江戸のメディア 田中優子                  | バイオテクノロジーへの招待 21世紀を拓く最新技術 木村光 | 映画はついに100歳になった 四方田犬彦                       |
| 1996     | 01       | 立身出世と日本人 竹内洋                                        | 日本史再考 新しい歴史像の可能性 網野善彦           | 庭園との対話 野田正彰                                  | 現代民話 その発見と語り 松谷みよ子                         |
| 1996     | 04       | 宮沢賢治＂宇宙羊水＂への旅 畑山博                              | 日本人の宗教感覚 山折哲雄                          | 素粒子の世界 原子の中の小宇宙 本間三郎                 | かたち誕生 杉浦康平                                        |
| 1996     | 07       | 知の現在 限りなき人間へのアプローチ 立花隆                     | 近代日本史・陰の主役たち 三好徹                    | 人類のルーツを探る 瀬戸口烈司                          | マンガはなぜ面白いのか その表現と文法 夏目房之介           |
| 1996     | 10       | 蕪村の風景 森本哲郎                                            | 地方分権を考える 新藤宗幸                          | オーロラ・極地の科学 赤祖父俊一                        | ガラスと文化 由水常雄                                      |
| 1997     | 01       | 戦国武将の素顔 毛利元就の手紙を読む 永井路子                   | 死を看取る医学 柏木哲夫                            | 新しい科学史の見方 村上陽一郎                          | 書という芸術への招待 石川九楊                              |
| 1997     | 04       | 源氏物語の女性たち 瀬戸内寂聴                                  | 21世紀・日本経済はよみがえるか 野口悠紀雄          | オスとメス・性はなぜあるのか 長谷川眞理子              | 日本人と西洋音楽 團伊玖磨                                  |
| 1997     | 07       | 子どもに教わったこと 灰谷健次郎                                | 華人ネットワークの時代 渡辺利夫                    | マルチメディア 21世紀の見取り図 長尾真                 | 景観から歴史を読む 地図を解く楽しみ 足利健亮               |
| 1997     | 10       | ＂知＂の自由人たち 山口昌男                                    | 共生社会への道 堀田力                              | 森と文明 環境考古学の視点 安田喜憲                     | ひとはなぜ服を着るのか 鷲田清一                            |
| 1998     | 01       | 太宰治への旅 長部日出雄                                        | 古代国家の胎動 都出比呂志                          | 免疫 ＂自己＂と＂非自己＂の科学 多田富雄               | 愛の詩人ゲーテ 小塩節                                      |
| 1998     | 04       | 舞台・夢を紡ぐ磁場 ＂ロミオとジュリエット＂を演出する 蜷川幸雄 | 都市と大学の世界史 新しい大学像を考える 樺山紘一   | 庭園の美・造園の心 ヨーロッパと日本 白幡洋三郎         | 装飾美術・奇想のヨーロッパをゆく ケルトから日本へ 鶴岡真弓 |
| 1998     | 07       | 万葉の女性歌人たち 杉本苑子                                    | 異文化理解への12章 現代世界を読み直す 青木保       | 家族の闇をさぐる 現代の親子関係 斎藤学                 | 宇宙を空想してきた人々 SF史に見るイメージの変遷 野田昌宏   |
| 1998     | 10       | ピラミッド文明・新たなる謎 ナイル川古代遺跡の旅 吉村作治       | 体験的国際平和論 明石康                            | 建築探偵 近代日本の洋館をさぐる 藤森照信               | 百花繚乱 女たちの中国史 井波律子                           |
| 1999     | 01       | 西鶴よみがえる 私の創作論 藤本義一                             | ＂豊かな国＂のゆくえ 新しい経済学への模索 飯田経夫 | 群れる・離れるの動物学 伊澤雅子                        | 謎解き日本史・絵画史料を読む 黒田日出男                    |

特別シリーズ
| 放送期間                  | 講座名                                                  | 講師                                   |
| ------------------------- | ------------------------------------------------------- | -------------------------------------- |
| 1993年3月29日 - 4月1日    | わたしの良寛                                            | 村上三島、早坂暁、杉本苑子、栗田勇     |
| 1993年12月27日 - 12月28日 | 対談・国家とは何か                                      | 上山春平、森嶋通夫                     |
| 1993年12月29日 - 12月30日 | 対談・イメージの宇宙                                    | 中野美代子、若桑みどり                 |
| 1994年1月4日 - 1月6日     | ポスト冷戦時代の日本                                    | ロナルド・ドーア                       |
| 1994年6月27日 - 6月30日   | 詩人 芭蕉                                               | 黒田杏子、小澤實、小林恭二             |
| 1994年9月26日 - 9月29日   | 私の“都市”論                                            | 安藤忠雄                               |
| 1994年12月26日 - 12月29日 | 映画誕生                                                | 小松弘                                 |
| 1995年1月4日 - 1月5日     | 日本は今どこにいるのか 二十一世紀への文明論             | 山崎正和                               |
| 1995年6月26日 - 6月29日   | 最新 縄文学                                             | 岡田康博、梶原洋、新東晃一、松井章     |
| 1995年9月25日 - 9月28日   | 巨大地震の予知と防災 京大防災研究所・阪神大震災調査から | 安藤雅孝、入倉孝次郎、亀田弘行、林春男 |
| 1995年12月25日 - 12月28日 | 日本人と忠臣蔵                                          | 勝部真長                               |
| 1996年6月24日 - 6月27日   | ローマ帝国とキリスト教                                  | 秦剛平                                 |
| 1996年9月23日 - 9月26日   | 歌舞伎から見た日本演劇史                                | 鳥越文蔵                               |
| 1996年9月30日 - 10月3日   | 地球時代の日本語教育                                    | J.V.ネウストプニー                     |
| 1997年3月31日 - 4月3日    | 魔女の文明史                                            | 吉田敦彦、伊東俊太郎                   |
| 1997年6月30日 - 7月3日    | 美しき＂日本人＂の肖像                                  | 早坂暁                                 |
| 1997年9月29日 - 10月2日   | 民族学の世界 異文化へのまなざし                         | 吉田憲司、秋道智彌、栗本英世、木下直之 |
| 1998年3月30日 - 4月2日    | 時代劇と日本人                                          | 筒井清忠                               |
| 1998年6月29日 - 7月2日    | イスラーム・現代文明の新しいパラダイム                  | 小杉泰                                 |
| 1998年9月28日 - 10月1日   | 新しい生命観の時代                                      | 森岡正博                               |
| 1998年12月28日 - 12月30日 | 心の闇の物語 ダニエル・キイスの世界                     | ダニエル・キイス                       |

## スタッフ
- 題字：榊莫山
- テーマ曲：MALTA、千住明（1996年～）